# Вітосівка
Вітосі́вка (пол. Witosówka) — мазурська колонія, котра знаходилася поблизу села Мшанець (сучасний Теребовлянський район Тернопільської області).
17 грудня 1920 року польським сеймом було видано 2 закони, які регулювали парцеляцію (розподіл) землі (занедбаної, понаднормової панської, державної) між новими польськими колоністами в Східній Галичині. Таким чином вже 1921 року було створено і мазурську колонію Вітосівка, названу на честь тодішнього прем'єр-міністра Вінцентія Вітоса.
Всього було пересело 70 поляків, котрі отримали 1200 моргів поля. Одне з господарств отримало аж 100 моргів. Між іншими земля була розподілена таким чином: 12 господарств — до 6 моргів, 2 госп. — 7-8 моргів, 4 госп. — 8-10 моргів, 10 госп. — 10-20 моргів, 22 госп. — 20-30 моргів. Це було трохи більше ніж розмір наділів жителів Мшанця, котрі або були безземельними (42 господарства), або наділи від четвертини до 9, максимум 15 моргів.
1 січня 1925 року було утворено окрему сільську гміну Вітосівка. Тоді ця місцевість належала ще до Гусятинського повіту. Проте 1 липня 1925 року адміністративним центром повіту стало місто Копичинці, відповідно змінив назву і повіт. 
15 червня 1934 р. з Копичинецького повіту передані до Теребовлянського повіту села Мшанець, Великий Говилів, Малий Говилів, Вітосівка, Софіївка.
1 серпня 1934 року в рамках реформи на підставі нового закону про самоуправління (23 березня 1933 року) увійшла до нової сільської гміни Мшанець (Теребовлянський повіт Тернопільського воєводства).